# Ion Alecsandrescu
Ion Alecsandrescu (ur. 17 lipca 1928 w Copăceni, zm. 21 czerwca 2000) – piłkarz rumuński grający na pozycji napastnika. W swojej karierze rozegrał 5 meczów w reprezentacji Rumunii.

## Kariera klubowa
Karierę piłkarską Alecsandrescu rozpoczynał w klubie Juventus Bukareszt. W 1950 roku awansował do kadry pierwszego zespołu. W pierwszej lidze rumuńskiej zadebiutował 28 maja 1950 w wygranym 5:2 domowym meczu z Partizanulem Petroszany. W Juventusie grał przez pół roku.
W połowie 1950 roku Alecsandrescu przeszedł do CCA Bukareszt. W 1951 roku wywalczył z CCA mistrzostwo Rumunii. W 1952 roku odszedł do CA Câmpulung Moldovenesc i grał tam przez półtora roku. W 1953 roku wrócił do CCA Bukareszt. W tym samym roku został z CCA mistrzem kraju, a tytuł mistrzowski wywalczył również w latach 1956, 1960 i 1961. Wraz z CCA zdobył też Puchar Rumunii w 1955 roku. W 1956 roku z 18 golami został królem strzelców pierwszej ligi. Karierę piłkarską Alecsandrescu zakończył po sezonie 1961/1962, w którym grał w zespole Olimpii Bukareszt.
| Sezon   | Klub                     | Kraj    | Rozgrywki | Mecze | Bramki |
| ------- | ------------------------ | ------- | --------- | ----- | ------ |
| 1950    | Partizanul Bukareszt     | Rumunia | Divizia A | 6     | 8      |
| 1950    | CCA Bukareszt            | Rumunia | Divizia A | 4     | 0      |
| 1951    | CCA Bukareszt            | Rumunia | Divizia A | 2     | 1      |
| 1952    | CA Câmpulung Moldovenesc | Rumunia | Divizia A | 21    | 3      |
| 1953    | CA Câmpulung Moldovenesc | Rumunia | Divizia A | 11    | 2      |
| 1953    | CCA Bukareszt            | Rumunia | Divizia A | 8     | 2      |
| 1954    | CCA Bukareszt            | Rumunia | Divizia A | 21    | 6      |
| 1955    | CCA Bukareszt            | Rumunia | Divizia A | 16    | 5      |
| 1956    | CCA Bukareszt            | Rumunia | Divizia A | 22    | 18     |
| 1957    | CCA Bukareszt            | Rumunia | Divizia A | 9     | 8      |
| 1957/58 | CCA Bukareszt            | Rumunia | Divizia A | 17    | 15     |
| 1958/59 | CCA Bukareszt            | Rumunia | Divizia A | 20    | 13     |
| 1959/60 | CCA Bukareszt            | Rumunia | Divizia A | 20    | 7      |
| 1960/61 | CCA Bukareszt            | Rumunia | Divizia A | 23    | 12     |
| 1961/62 | CCA Bukareszt            | Rumunia | Divizia A | 6     | 1      |
| 1962/63 | Olimpia Bukareszt        | Rumunia | Divizia B | ?     | ?      |

## Kariera reprezentacyjna
W reprezentacji Rumunii Alecsandrescu zadebiutował 22 kwietnia 1956 roku w wygranym 1:0 towarzyskim meczu z Jugosławią. Od 1956 do 1959 roku rozegrał w kadrze narodowej 5 meczów.
| Mecze i gole w reprezentacji | Mecze i gole w reprezentacji | Mecze i gole w reprezentacji | Mecze i gole w reprezentacji | Mecze i gole w reprezentacji | Mecze i gole w reprezentacji | Mecze i gole w reprezentacji |
| #                            | Data                         | Stadion                      | Rywal                        | Wynik                        | Gol                          | Rozgrywki                    |
| 1956                         | 1956                         | 1956                         | 1956                         | 1956                         | 1956                         | 1956                         |
| ---------------------------- | ---------------------------- | ---------------------------- | ---------------------------- | ---------------------------- | ---------------------------- | ---------------------------- |
| 1.                           | 22.04.1956                   | Belgrad, Jugosławia          | Jugosławia                   | 1:0                          | 0                            | towarzyski                   |
| 1957                         |                              |                              |                              |                              |                              |                              |
| 2.                           | 03.11.1957                   | Bukareszt, Rumunia           | Grecja                       | 2:0                          | 0                            | el. MŚ 1958                  |
| 3.                           | 17.11.1957                   | Belgrad, Jugosławia          | Jugosławia                   | 0:2                          | 0                            | el. MŚ 1958                  |
| 1959                         |                              |                              |                              |                              |                              |                              |
| 4.                           | 26.04.1959                   | Stambuł, Turcja              | Turcja                       | 0:2                          | 0                            | el. ME 1960                  |
| 5.                           | 02.08.1959                   | Bukareszt, Rumunia           | ZSRR                         | 0:0                          | 0                            | el. IO 1960                  |